# 朝日学生新聞社児童文学賞
朝日学生新聞社児童文学賞（あさひがくせいしんぶんしゃじどうぶんがくしょう）は、朝日小学生新聞および朝日中高生新聞【旧：朝日中学生ウイークリー】を発行する朝日学生新聞社が主催する文学賞であった。
第2回からは小学生部門が新設された。第11回をもって休止。

## 概要
- 小学校高学年向けの児童文学小説を対象としており、選考委員に小学生や、読書指導の一線で活動する小学校教師が含まれる。
- 受賞者には賞状と副賞50万円が授与される。
- 受賞作は朝日小学生新聞で連載後、書籍として出版される。
- 年齢や国籍、プロ、アマなど、応募資格は制限していない。小学生であっても小学生部門ではなく、こちらに応募することも可能。
- 小学校高学年向けの児童文学であれば、ファンタジーやミステリーのようなジャンルに関しては自由である。
- この種の公募では珍しく、「受賞作の著作権は作者本人に帰属します」と明記し、著作者の権利を尊重する姿勢を示している。また、書籍化した際の印税もあらかじめ明らかにされている。
- 最終選考に残った「候補作」の中にも、連載されたり、書籍化されたりしたものがある。ただし、受賞作のように連載・書籍化が保証されているわけではない。

### 受賞作品
- 第1回 （2010年）-『ゴエさん』結城乃香
- 第2回 （2011年）-『いつでもだれかの味方です～大江ノ木小応援部』田中直子
- 第3回 （2012年）-『僕たちのブルーラリー』衛藤圭
- 第4回 （2013年）-『星空点呼～折りたたみ傘を探して～』嘉成晴香
- 第5回 （2014年）-『言葉屋』久米絵美里
- 第6回 （2015年）-『ガラスのベーゴマ』槿なほ
- 第7回 （2016年）-『ゆくぞ、やるぞ、てつじだぞ！』ゆき
- 第8回 （2017年）-『グランパと僕らの宝探し～ドゥリンビルの仲間たち～』大矢純子
- 第9回 （2018年）-『おばあちゃん、わたしを忘れてもいいよ』緒川さよ
- 第10回 （2019年）-『朝顔のハガキ』山下みゆき
- 第11回 （2020年）-『莉緒と古い鏡の魔法』香坂理

### 候補作で書籍化された作品
- 『この空の下で』井上雅博（朝日小学生新聞で連載後、書籍化）
- 『やさしいおうち』野原さちこ（朝日小学生新聞で連載後、書籍化）
- 『八月の子どもたち』甲田天（書籍化のみ）
- 『すずかけ荘のピアニスト』西村友里（朝日小学生新聞で連載後、書籍化）
- 『サバのみそ煮のいうとおり』小川美篤（朝日小学生新聞で連載後、書籍化）

## 小学生部門「朝日小学生新聞賞」概要
- 小学生部門では応募資格が小学生に限られる。
- 文字数が上記児童文学賞より少なめに規定されている。
- 受賞者には賞状と副賞５万円が授与される。
- 受賞作品は紙面に掲載される。

### 受賞作品
- 第2回 （2011年）-『しまうまの絵』村松美悠加
- 第3回 （2012年）-『アブライモモムシ』新井麻由子
- 第4回 （2013年）-『ナポレオンの戴冠式』土屋絵梨子
- 第5回 （2014年）-『ふまなかった柿』染谷治仁
- 第6回 （2015年）-『保健室の鏡』青空美宙
- 第7回 （2016年）-『三つの名前』北川琴花
- 第8回 （2017年）-『扉のおくは別世界』本田響也
- 第9回 （2018年）- 該当作なし
- 第10回 （2019年）-『私の過去と未来』関満奈
- 第11回 （2020年）-『甘夏は年上の孫』千葉美波